# John Pollet
John Pollet, conosciuto anche come Jean Pollet (18 luglio 1912 – luglio 1982), è stato un cestista svizzero.

## Carriera
Con la Svizzera ha partecipato alle Olimpiadi del 1936 e alle Olimpiadi del 1948, disputando 9 partite in totale.